# Мулидар
Мулида́р (фр. Moulidars) — коммуна во Франции, находится в регионе Пуату — Шаранта. Департамент — Шаранта. Входит в состав кантона Йерсак. Округ коммуны — Ангулем.
Код INSEE коммуны — 16234.
Коммуна расположена приблизительно в 400 км к юго-западу от Парижа, в 110 км южнее Пуатье, в 16 км к западу от Ангулема.

## Население
Население коммуны на 2008 год составляло 737 человек.
| 1962 | 1968 | 1975 | 1982 | 1990 | 1999 | 2008 |
| ---- | ---- | ---- | ---- | ---- | ---- | ---- |
| 605  | 569  | 521  | 504  | 543  | 558  | 737  |

## Администрация
| Период | Период | Фамилия      | Партия | Примечания |
| ------ | ------ | ------------ | ------ | ---------- |
| 1989   | 2008   | Серж Торо    |        |            |
| 2008   |        | Сильви Мокёр |        |            |

## Экономика
В 2007 году среди 465 человек в трудоспособном возрасте (15—64 лет) 362 были экономически активными, 103 — неактивными (показатель активности — 77,8 %, в 1999 году было 78,7 %). Из 362 активных работали 330 человек (180 мужчин и 150 женщин), безработных было 32 (14 мужчин и 18 женщин). Среди 103 неактивных 29 человек были учениками или студентами, 41 — пенсионерами, 33 были неактивными по другим причинам.

## Достопримечательности
- Приходская церковь Сент-Ипполит (XII век). Исторический памятник с 1912 года[3]
- Замок Арден. Башня замка была построена Ришаром де Монбрюном в XII веке, остальная часть здания датируется XVI веком. Замок был перестроен в XVIII веке. Исторический памятник с 1978 года[4]

## Фотогалерея

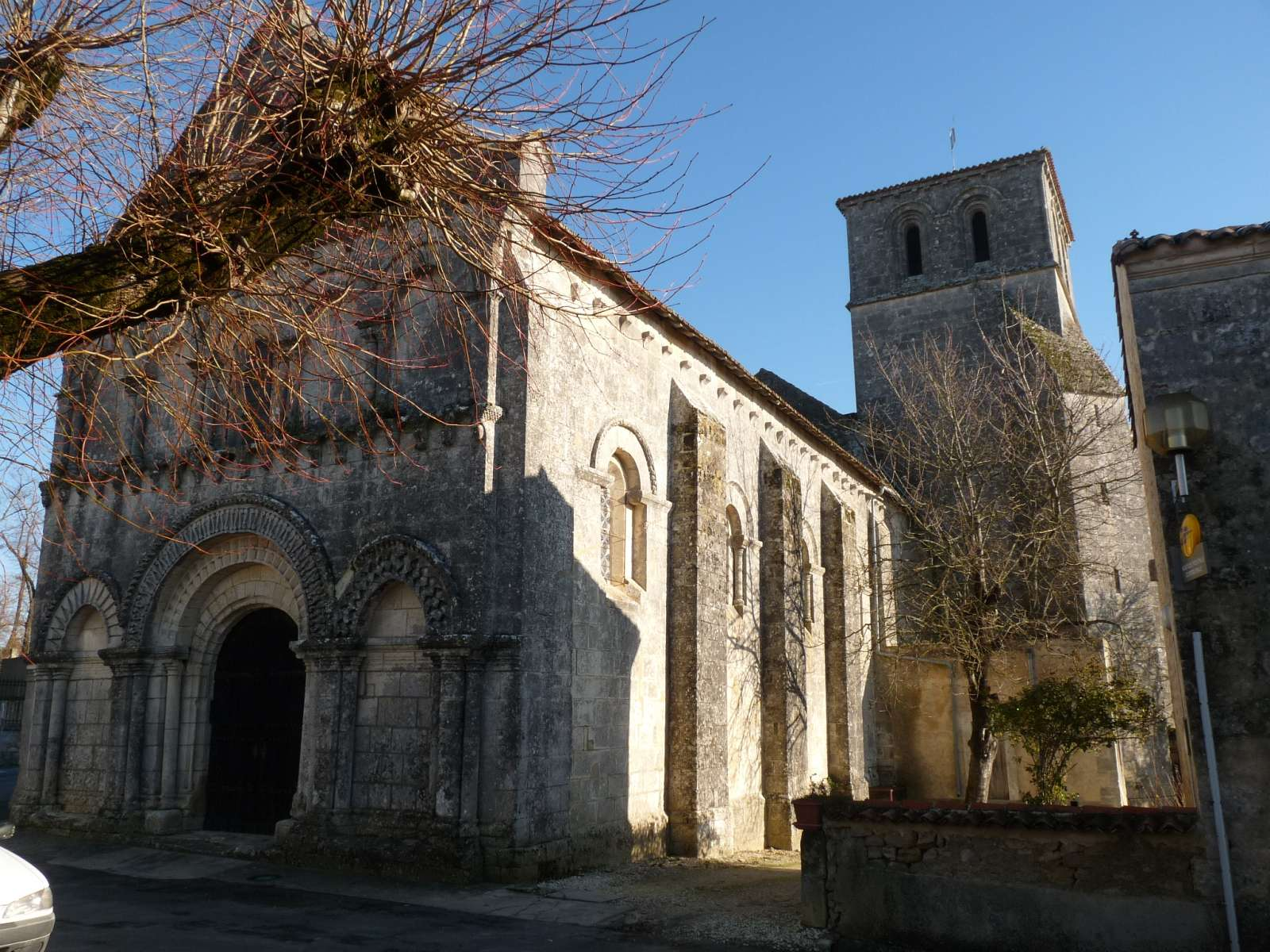
Церковь Сент-Ипполит
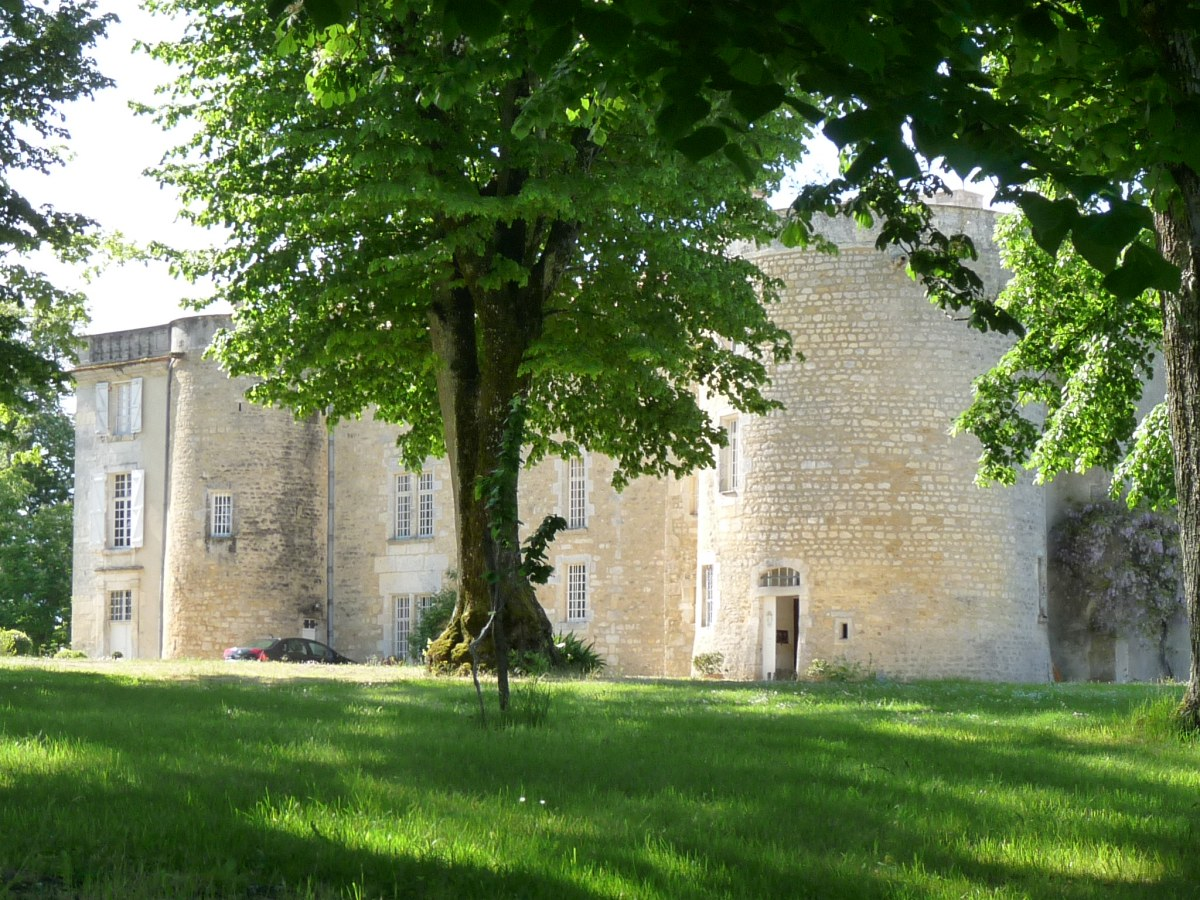
Замок Арден
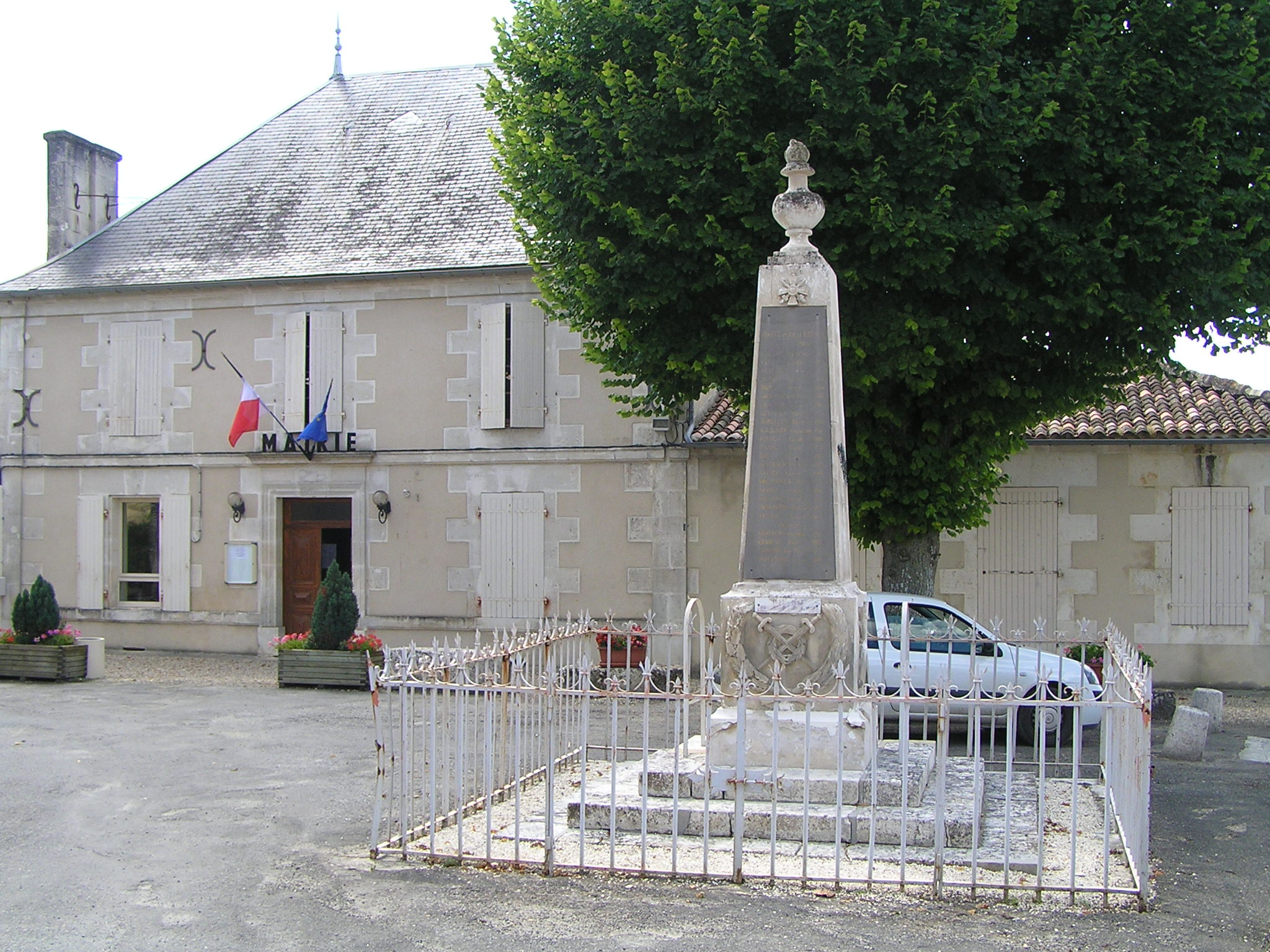
Военный мемориал и мэрия